# Saint-Pol-sur-Mer
Saint-Pol-sur-Mer (Nederlands: Sint-Pols of Sint-Pols-aan-Zee) is een voormalige gemeente in de Franse Westhoek, in het Franse Noorderdepartement. Sinds 9 december 2010 is het een commune associée van de stad Duinkerke. Saint-Pol-sur-Mer heeft een oppervlakte van 5,14 km² en telt ongeveer 23.000 inwoners.

## Geschiedenis

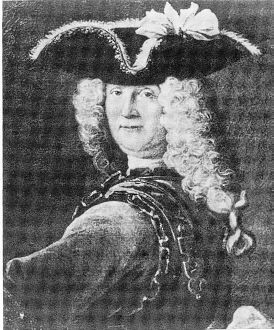
Marc Antoine de Saint-Pol

Dit oord heette aanvankelijk Tornegat, ofwel doornengat. De gemeente is ontstaan als afsplitsing van Klein-Sinten, dat inmiddels een wijk van Duinkerke is. De naam werd voor het eerst genoemd in 1852 en heeft betrekking op de naam van een eind-18e-eeuwse herberg in de duinen: Au grand Saint-Pol, dat weer betrekking heeft op Marc Antoine de Saint-Pol, die een tijdgenoot en opvolger was van Jan Baert. Hij kwam om tijdens een zeegevecht met de Engelsen in 1705 en werd begraven in de Sint-Eligiuskerk te Duinkerke. Tijdens de Tweede Wereldoorlog (Slag om Duinkerke) werd Saint-Pol zwaar getroffen.
Ook Saint-Pol-sur-Mer besloot in 2003 om samen te gaan met Duinkerke, maar bij een referendum hierover in december 2004 werd de vereiste opkomstdrempel van 25% niet gehaald, waarop de prefect de fusie afwees. In 2010 werd de beslissing van de prefect door de Raad van State nietig verklaard waardoor alsnog tot een samengaan met Duinkerke werd besloten.

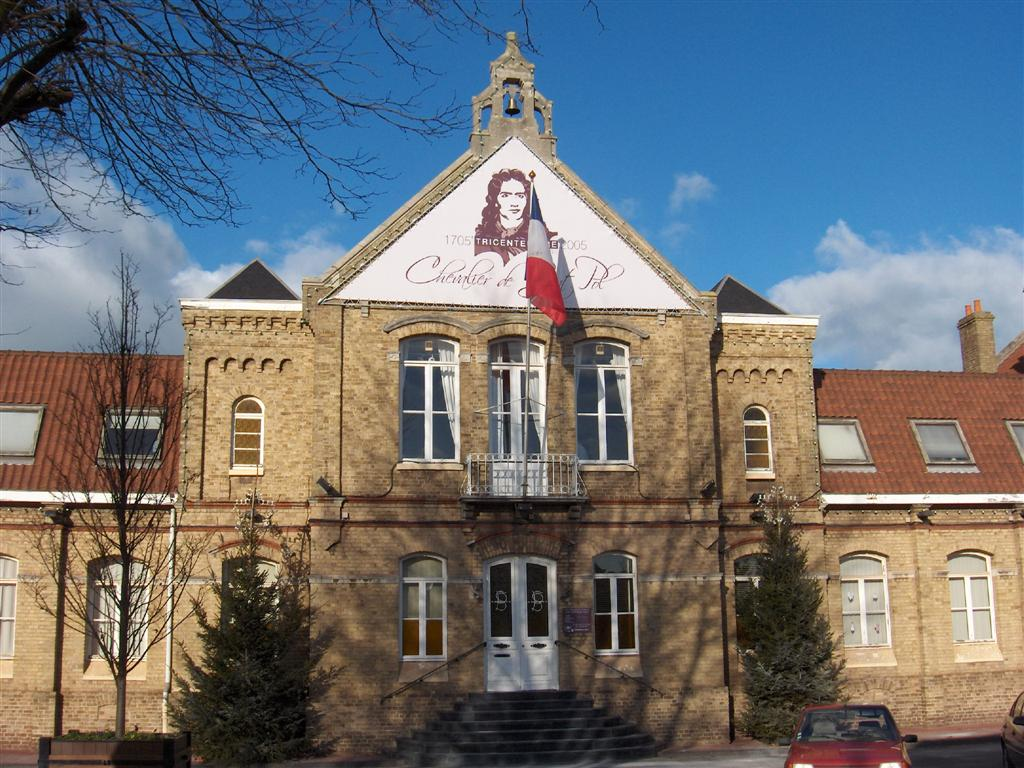
Het voormalige gemeentehuis van Saint-Pol-sur-Mer

## Bezienswaardigheden
- Het Belfort van Saint-Pol-sur-Mer van 2003 heeft een van de grootste werkende jaquemartuurwerken ter wereld.
- De Sint-Benedictuskerk (Église Saint-Benoît) is van 1869.

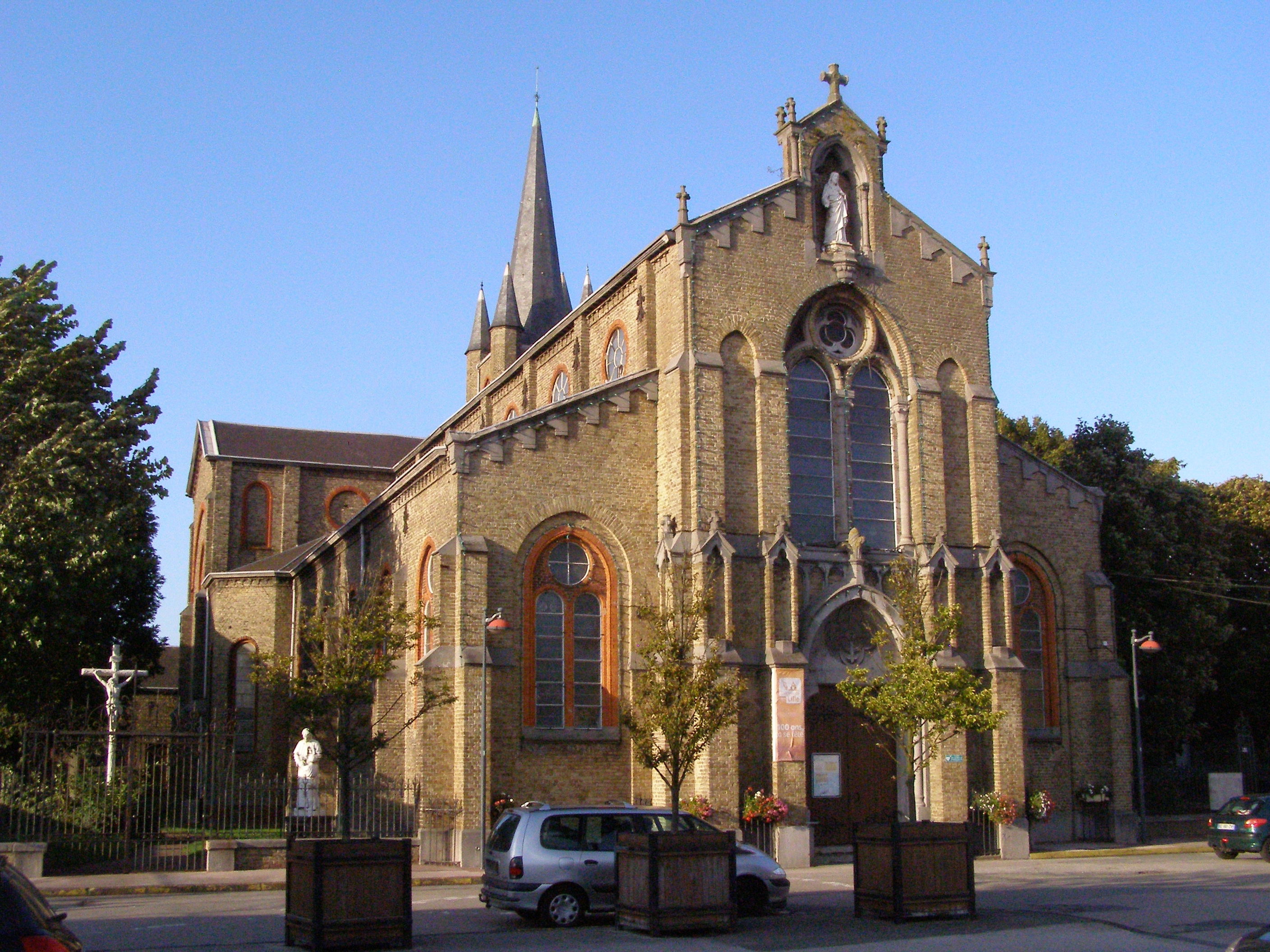
Sint-Benedictuskerk

## Religie
Naast de Sint-Benedictuskerk vindt men er:
- De Église Evangelique du Littoral

## Natuur en landschap
Saint-Pol-sur-Mer wordt van de Noordzee afgescheiden door het haven- en industriegebied van Duinkerke. De plaats ligt op een hoogte van 1-15 meter.

## Demografie
Onderstaande figuur toont het verloop van het inwonertal (bron: INSEE-tellingen).

## Geboren
- Robert Prigent (1910-1995), vakbondsman en christendemocratisch politicus
- Kristina Mladenovic (1993) tennisspeelster

## Nabijgelegen kernen
Duinkerke, Fort-Mardijk, Grande-Synthe, Petite-Synthe